# Apochinomma pyriforme
Apochinomma pyriforme är en spindelart som först beskrevs av Eugen von Keyserling 1891.  Apochinomma pyriforme ingår i släktet Apochinomma och familjen flinkspindlar. Inga underarter finns listade i Catalogue of Life.